# Васильченко, Степан Васильевич
Степа́н Васи́льевич Васильченко (настоящая фамилия Панасенко; укр. Степа́н Васи́льович Васильченко, 27 декабря 1878 (8 января 1879 года), г. Ичня, Черниговская область — 11 августа 1932 года, Киев) — украинский  писатель, педагог, сценарист и переводчик. Настоящая фамилия — Панасенко.

## Биография
Родился в семье крестьянина-сапожника. В 1888-1893 годах учился в Ичнянской начальной школе. Два года готовился к поступлению в учительскую семинарию. В 1895 году поступил в Коростышевскую учительскую семинарию, которую закончил в 1898 году. Получил направление в одноклассную министерскую школу в селе Потоки на Каневщине. Вскоре был перевёден в Богуслав. Учительствовал на Киевщине и Полтавщине. Проявлял повышенный интерес к народному творчеству, к поэзии Шевченко, мировой классике, — всё это способствовало обогащению жизненного и художественного опыта будущего писателя. Во времена учительства (1898—1904) вёл дневник «Записки учителя». 19 декабря 1903 (1 января 1904) впервые напечатал рассказ «Не устояли (Из жизни народного учителя)» в «Киевской газете».
В 1904 году поступил в Глуховский учительский институт, который покинул в 1905 году. Выехал в Донбасс, учительствовал в с. Щербиновка (ныне Торецк). В 1906 году был арестован за участие в рабочих забастовках. Сидел в тюрьме. В 1908 году больного тифом Васильченко полевой суд оправдал из-за недостачи доказательств, освободил из Бахмутской тюрьмы, категорически запретил учительствовать. После этого Васильченко возвратился в Ичню, зарабатывал на жизнь частными уроками. В 1910—1914 — был заведующим отделом театральной хроники газеты «Рада».
Во время Первой мировой войны был мобилизован в армию, являлся (до Февральской революции 1917) командиром сапёрной роты на Западном фронте. Тогда увидели свет первые сборники новелл — «Эскизы» (1911), «Рассказы» (1915).
В 1919 году жил в Каменец-Подольском, где написал рассказ «Про жидка Марчика, бедного кравчика». Тогда же написал сатирическое произведение «Про казака Ося и москаля Ася». В 1920 году путешествовал с хоровой капеллой «Думка» по городам и сёлам Левобережной Украины. В 1921 году работал в Киеве воспитателем и заведующим детского дома, 1921—1928 — учителем школы имени Ивана Франко.
11 августа 1932 года Степан Васильченко умер. Похоронен на Байковом кладбище.

## Творчество
В литературный процесс Васильченко включился уже зрелым художником с собственным поэтическим голосом. Именно тогда появились на свет его оригинальные произведения — «Мужицкая арихметика», «Ужин», «У господ», «На чужбину», «Цыганка» и другие, проникнутые любовью к человеку труда, утверждением веры в победу справедливости.
Не случайно одной из ведущих тем творчества Васильченко оказалась жизнь народных учителей, которое было ему — педагогу по специальности и призванию — особенно близким. «Записки учителя» (1898—1905) и другие дневниковые записи, куда Васильченко, по его признанию, систематически «заносил свои учительские сожаления и обиды», стали впоследствии документальной основой многих реалистических новелл и рассказов.
В 1910—1912 Васильченко пишет и печатает цикл новелл и рассказов, посвященных учительской теме («Ужин», «С самого начала», и др.). Проблема воспитания нового человека в значительной мере обусловила обращение Васильченко к художественной обработке детской тематики, органически связанной с произведениями об учителях. Глубокое понимание детской психологии позволило Васильченко показать поэтический духовный мир ребёнка.
Волнуют читателя и психологические этюды писателя — «Дождь», «Дома», «Васильки», «Петруня», рассказ «Роман», «Вечером», «Свёкор», «Басурмен» и др. Оптимизм Васильченко особенно отчётливо проявился в одном из лучших его произведений, посвященных детям, — «Цыганка».
Небольшой цикл в творчестве Васильченко составляют рассказы, в которых говорится об одарённых типах из демократических низов, о судьбе народных талантов («На хуторе», «У господ», «На роскоши» и др.).
Жестокую правду жизни крестьянской бедноты раскрывает Васильченко в новелле «На чужбину». Отдельный цикл в художественном наследии Васильченко составляют произведения, написанные под непосредственным впечатлением от Первой мировой войны, в которой писатель принимал участие с 1914 года вплоть до Февральской революции. В «Окопном дневнике», рассказах «На золотом лоне», «Под святым шумем», «Ядовитый цветок», «Чёрные маки» и других Васильченко изображает ужасы войны, печальные будни людей в серых солдатских шинелях.
Интересной страницей наследия Васильченко являются драматические произведения, преимущественно одноактные пьесы, которые по тематике и многими художественными средствами органично близки с его прозой.
Много работает Васильченко в советское время и над произведениями о прошлой жизни («Талант», «Окошко», «Осенние новеллы» и др.). Показательным в этом плане является цикл «Осенние новеллы», который Васильченко писал, начиная с 1923 года, почти 10 лет. Одна из художественно совершенных новелл цикла — «Мать» («Чайка»).
Васильченко написал драматические произведения («Проходят дни», «Кармелюк» и другие), киносценарии с фольклорными мотивами, фельетоны, цикл «Крылатые слова», переводы произведений русских писателей Гоголя, Лескова, Короленко, Серафимовича.
Особого внимания заслуживает замысел Васильченко создать большую биографическую повесть о Тарасе Шевченко. Из пяти запланированных частей он успел завершить только первую — «В бурьянах», которая вышла посмертно в 1938 году.

## Память[5]

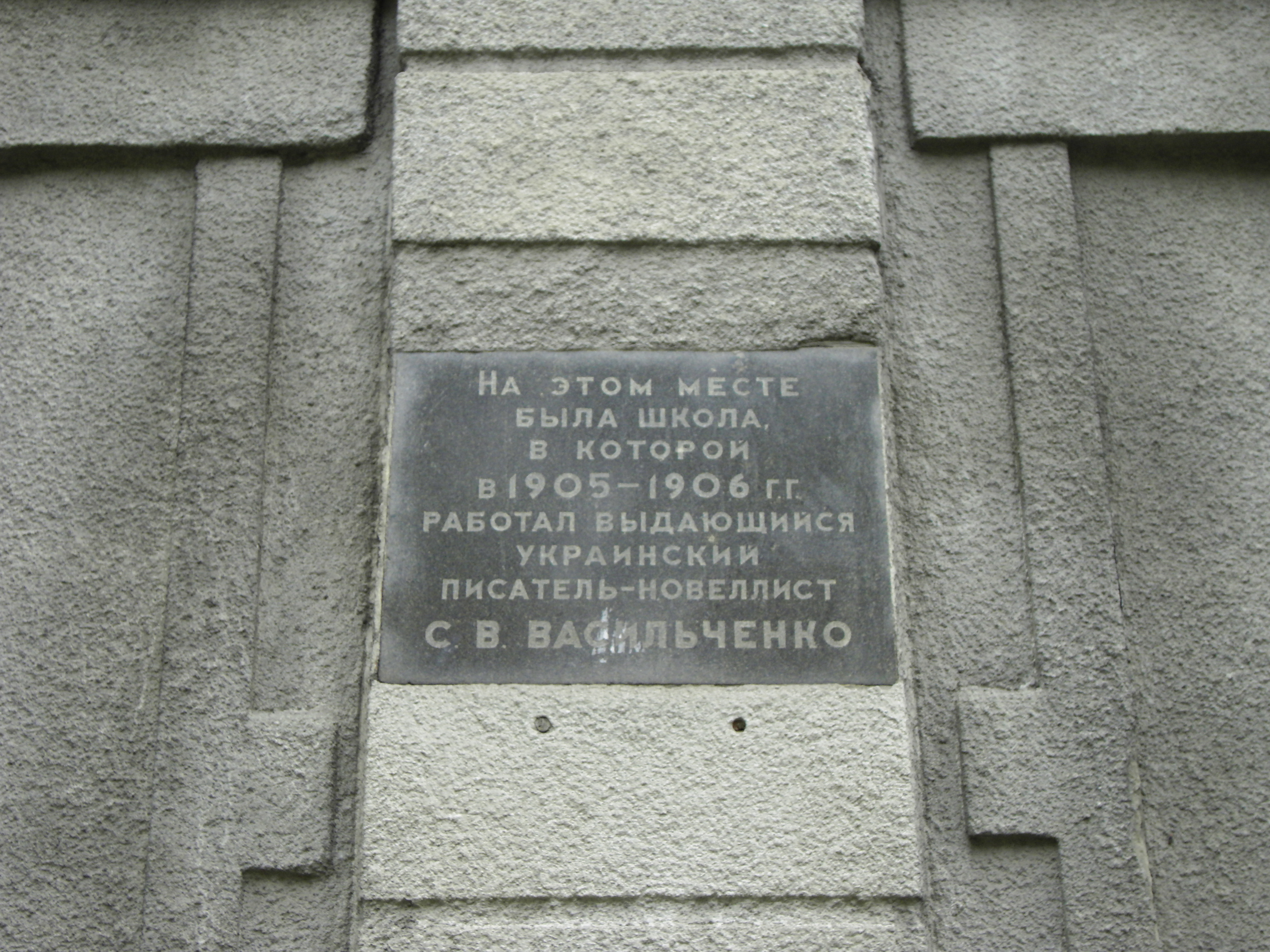
Памятная доска на месте школы, в которой работал С. В. Васильченко в г. Торецк

Памятник Васильченко в городе Ичня

В Киеве существует улица имени Васильченко. Его имя носит библиотека в Шевченковском районе. На фасаде дома, где в 1925-1932 жил писатель и учился, установлены мемориальная доска. На Байковом кладбище, где похоронен Васильченко, на его могиле установлен памятник. Это стела из чёрного гранита, на ней керамическое фото и надпись: 
«Васильченко (Панасенко) Степан Васильевич (8.01.1879 — 11.08.1932). Выдающийся украинский писатель»
.
В Ичне Васильченко установлен памятник в сквере, мемориальная доска — на доме, где он родился. Его именем названа центральная районная библиотека. Уроженец Ични Анатолий Дрофань написал о Васильченко историко-биографический роман «Мятежная тишина» (1984).
В городе Торецк установлена мемориальная доска на месте, где действовала школа, в которой работал Степан Васильченко в 1905—1906 годах.

## Семья
Сын Юрий Кодак (1916-1991) — скульптор. Во время войны оказался в плену, после войны жил в Канаде.

## Основные издания произведений
- Сочинения. — Т. 1-4. — М., 1959—1960.
- Сочинения. — Т. 1-3. — М., 1974.
- Талант: Рассказы и повести. — М., 1986.
- Произведения: Рассказы, повести, драматические произведения. — М., 1988.
- Избранное. — М., 1956.